# Чорне Різдво (фільм, 2006)
Чорне Різдво (англ. Black Christmas; стилізовано як англ. Black X-Mas) — американський фільм 2006 року режисера Глена Моргана. Це вільний рімейк і переосмислення однойменного фільму 1974 року. 

## Сюжет
Напередодні Різдва маленький хлопчик Білл стає свідком того, як його мати вбиває його батька з незрозумілих йому причин. Бідну дитину замикають в кімнаті, а труп небіжчика ховають в стінах будинку. Білу належало пробути на горищі довгі холодні ночі. Але одного разу він виривається з болісного полону жорстокої матері-вбивці. Йому вдалося втекти.
Через кілька років в школі милосердя сестри збираються святкувати церковне свято — Різдво. Будинок прикрашений гірляндами, ялинковими кулями й тканинними оборками. Дівчата веселяться і п'ють слабкі алкогольні напої. Вони надягли шикарні нові сукні й чекають моменту, коли ж можна дарувати подарунки. Але їх застілля перериває телефонний дзвінок. Дівчата відповідають на нього, але у відповідь чути лише таємничий гнітючий подих. Далі дзвінки повторюються і дівчатам погрожують. У різдвяну ніч вони гинуть від рук невідомого маніяка.

## У ролях
| Актор                 | Роль              |
| --------------------- | ----------------- |
| Кеті Кессіді          | Келлі Преслі      |
| Мішель Трахтенберг    | Мелісса Кітт      |
| Мері Елізабет Вінстед | Гізер Фіцджеральд |
| Лейсі Шебер           | Дана Матіс        |
| Крістен Клоук         | Лі Колвін         |
| Андреа Мартін         | Барбара МакГенрі  |
| Крістал Лоу           | Лорен Геннон      |
| Олівер Хадсон         | Кайл Отрі         |
| Карін Коновал         | Констанс Ленц     |
| Дін Фрісс             | Агнес Ленц        |
| Роберт Манн           | Біллі Ленц        |
| Джессіка Гармон       | Меган Гелмс       |
| Ліла Савас            | Клер Кросбі       |
| Енн Марі ДеЛуїз       | мати Келлі        |
| Джилл Тід             | репортер новин    |